# Sept anneaux des Nains
Les Sept anneaux des Nains sont des objets fictifs qui appartiennent au legendarium créé par l'écrivain britannique J. R. R. Tolkien et qui apparaissent dans son roman Le Seigneur des anneaux. Ces anneaux font partie des Anneaux de Pouvoir  qui allèrent aux chefs des maisons des Nains de la Terre du Milieu.

## Description et histoire
Comme les Neuf anneaux des Hommes, les Sept furent forgés par les Ñoldor d'Eregion aidés de Sauron, vers 1500 S.A. Conservés à la Maison des Mírdain d'Ost-in-Edhil, Sauron s'en empara en 1695, après avoir torturé Celebrimbor pour apprendre où ils se trouvaient. Il les distribua ensuite aux Nains, mais ils n'eurent pas sur eux l'effet escompté. En effet, la résistance des Nains était si importante que les Anneaux ne les soumirent pas à Sauron, mais se contentèrent d'accroître leur cupidité.
Tolkien a écrit que les anneaux ne pouvaient pas rendre leur propriétaire invisible, mais les transforment en fantômes, dominent leur volonté, et prolongent leur vie en raison des traits essentiels de leur espèce. Cela a grandement contrecarré les plans de Sauron, mais au travers des anneaux, il était encore en mesure de les influencer et de les pousser à la colère et à la cupidité.
Comme il y avait sept « Maisons » ou nations des nains, il est tentant de supposer que le roi de chaque Chambre a reçu sa propre bague, mais ce n'est pas indiqué. Toutefois, il est mentionné par Gandalf qu'une rumeur disait que chacun des sept trésors des Nains a été commencé par un anneau d'or unique. Les Nains ont utilisé leurs anneaux afin d'augmenter leurs richesses, et ces anneaux ont apporté une grande richesse à leurs propriétaires.
Des sept, le plus connu est l'Anneau du peuple de Durin. Les Nains croyaient qu'il avait été remis à Durin III par Celebrimbor lui-même, et non par Sauron ; mais il eut tout de même des conséquences néfastes, poussant les rois Thrór et Thráin II à des actions insensées : Thrór revint à la Moria et y fut tué par l'Orque Azog, tandis que son fils Thráin II prit le chemin de l'Erebor, mais fut capturé en chemin et enfermé dans les geôles de Sauron, à Dol Guldur.
Les Sept anneaux des Nains avaient tous disparu de la circulation à l'époque de la guerre de l'Anneau. Certains avaient été consumés par le feu des Dragons, d'autres avaient été repris par Sauron et ses serviteurs. Celui-ci essaya de gagner à sa cause le roi Dáin II en lui offrant entre autres trois des anneaux des Nains, mais Dáin eut la sagesse de refuser.

## Adaptations
Les Sept Anneaux des Nains sont cités durant le prologue de La Communauté de l'Anneau de Peter Jackson.
Les scènes parlant des sept Anneaux des Nains ont été coupées de la version cinéma de la trilogie Le Hobbit de Peter Jackson, mais sont présentes dans les versions longues. Dans la version longue de Le Hobbit : Un voyage inattendu, Gandalf s'interroge, pendant le Conseil Blanc, sur la disparition des Sept. Dans la version longue de Le Hobbit : La Désolation de Smaug, Gandalf rencontre Thráin emprisonné à Dol Guldur et dont le doigt portant l'anneau de Durin a été amputé. 